# Hector Hodler
Hector Hodler (1. října 1887, Ženeva, Švýcarsko – 3. dubna 1920, Leysin, Vaud, Švýcarsko) byl švýcarský esperantista, syn slavného švýcarského malíře Ferdinanda Hodlera, zakladatel a vedoucí Světového esperantského svazu (Universala Esperanto-Asocio, UEA).
Hodler zorganizoval službu UEA za první světové války, aby pomáhal rozptýleným a ztraceným členům rodin, zprostředkovával korespondenci a zásilky mezi členy rodin i ve válčících státech. Těchto služeb bylo na statisíce, mezi spolupracovníky byl také Romain Rolland. Hodler redigoval revui Esperanto a je autorem několika překladů literatury do esperanta.

## Galerie

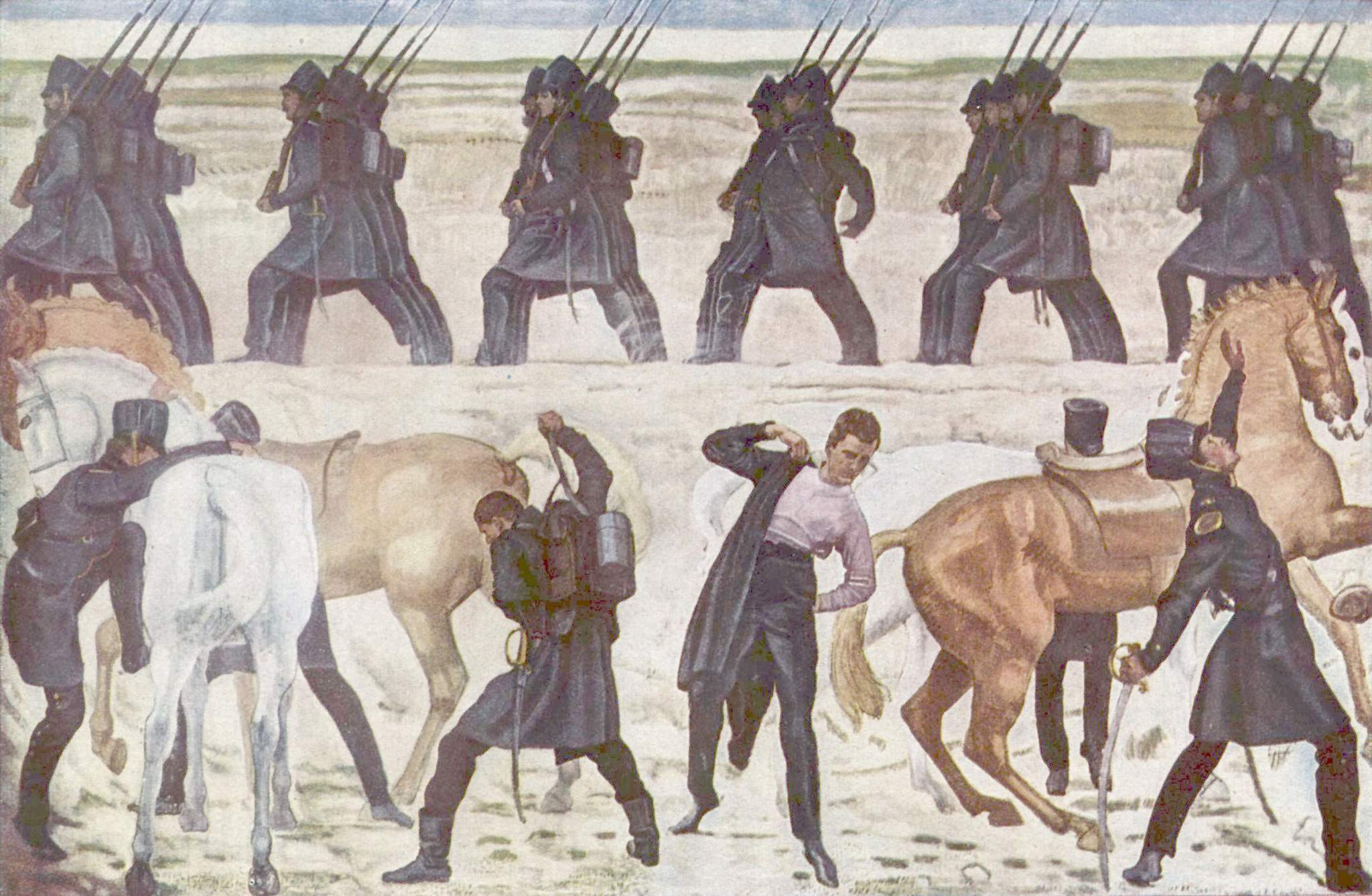
Hector na obraze svého otce - uprostřed oblékající si kabát
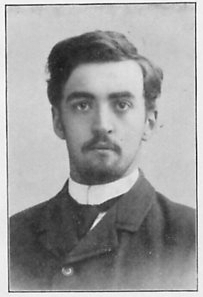
H. Hodler (1917)